# 富士根站
富士根站（日语：／ Fujine eki */?）是位於靜岡縣富士市天間782號，東海旅客鐵道（JR東海）的身延線車站。車站編號是CC04。
車站位於富士市與富士宮市的邊界。車站名稱「富士根」不是取自富士市一方的地方名，而是在鄰市富士宮市的地方名。

## 歷史
在富士身延鐵道當初計劃於富士郡富士根村（現時：富士宮市富士根地區）小泉字笠井田設置車站。但是由於該處路段位於斜坡上，因此比較困難建設車站，富士身延鐵道決定把車站開設於鄰站鷹岡村（現時：富士市）天間。在得知這個消息後，富士根村一方要求富士身延鐵道回復當初的計劃，但是最後在1913年3月，把車站所在地鷹岡村的站名改為「富士根」。
- 1913年（大正2年）7月20日：富士身延鐵道開設此站。為旅客和貨物車站[2]。
- 1927年（昭和2年）6月20日：富士站至身延站之間電氣化[3]。
- 1938年（昭和13年）10月1日：富士身延鐵道借給鐵道省使用，成為身延線[4]。
- 1941年（昭和16年）
  - 5月1日：富士身延鐵道正式國有化[4]。
  - 9月20日：結束行李起卸業務[2]。貨物起卸業務範圍縮小至只限專用線出發或到達的貨物[2]。
- 1980年（昭和55年）10月1日：結束專用線出發或到達的車載貨物起卸業務[2]。
- 1987年（昭和62年）4月1日：伴隨國鐵分割民營化，車站由東海旅客鐵道（JR東海）營運[2]。
- 1998年（平成10年）：成為無人車站。
- 2010年（平成22年）3月13日：此站開始可以使用IC卡「TOICA」[5]。

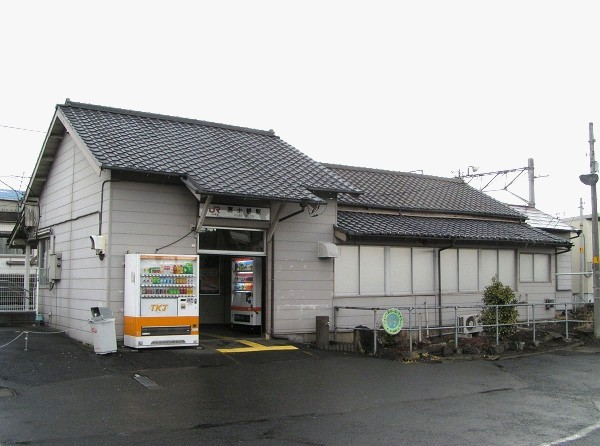
舊車站大樓（2006年3月）

## 車站構造

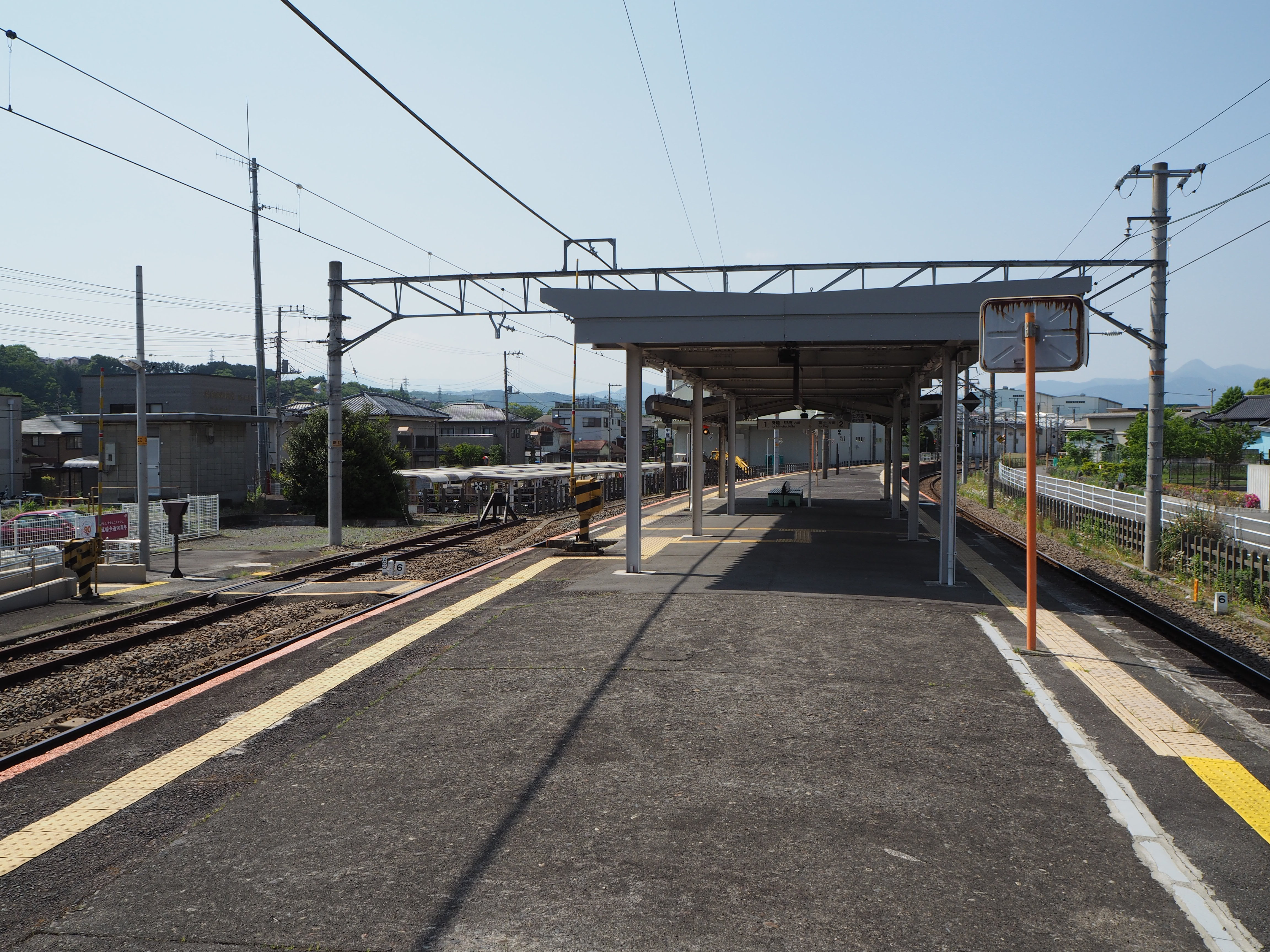
月台（2018年4月）

車站是一座地面車站，設有1面2線的島式月台。車站南邊為1號月台（下行月台），北邊為2號月台（上行月台）。
在1號月台南邊靠近入山瀨一方設有1條側線，在側線上設有維護路軌車輛專用車庫。
車站大樓位於1號月台西南方。大樓為一座木造瓦頂建築物，在候車室部分的天花板較高。車站在1998年（平成10年）成為無人車站，在大樓內的售票櫃臺已經用板覆蓋。此站沒有自動售票機，因此站內不能購買車票。此站由富士宮站管理。
曾經此站設有貨運業務，在1980年（昭和55年）廢止。在「昭和45年版專用線一覧表」中，此站曾經設有前往東洋墨水製造（現時：東洋彩色）的專用線，全長約1公里。

### 月台
| 月台 | 路線   | 上下行 | 方向           |
| ---- | ------ | ------ | -------------- |
| 1    | 身延線 | 下行   | 身延、甲府方向 |
| 2    | 身延線 | 上行   | 富士方向       |

## 使用狀況
以下為近年1日乘車人次列表：
| 乘車人次變化 | 乘車人次變化     | 乘車人次變化 |
| 年度         | 1日平均 乘車人次 |              |
| ------------ | ---------------- | ------------ |
| 1993年       | 780              |              |
| 1994年       | 757              |              |
| 1995年       | 754              |              |
| 1996年       | 728              |              |
| 1997年       | 679              |              |
| 1998年       | 625              |              |
| 1999年       | 508              |              |
| 2000年       | 489              |              |
| 2001年       | 不明             |              |
| 2002年       | 不明             |              |
| 2003年       | 不明             |              |
| 2004年       | 不明             |              |
| 2005年       | 428              |              |
| 2006年       | 419              |              |
| 2007年       | 433              |              |
| 2008年       | 444              |              |
| 2009年       | 413              |              |
| 2010年       | 409              |              |
| 2011年       | 393              |              |
| 2012年       | 397              |              |
| 2013年       | 427              |              |
| 2014年       | 427              |              |
| 2015年       | 424              |              |
| 2016年       | 443              |              |
| 2017年       | 448              |              |
| 2018年       | 444              |              |

## 車站周邊
車站位於富士市天間地區，該處設有許多住宅和工場。車站接近富士宮市的邊界。在從車站東南開始，設有潤井川、縣道176號、身延線、縣道414號（舊國道139號），以上各河川、道路和鐵路線均並行。在站前與縣道176號之間設有縣道397號。縣道176號從車站附近起向西北方向前進，在跨過身延線後向北前進約800米，設權現路口連接縣道414號。
車站附近設有丸富製紙富士根工場、王子特殊紙東海工場富士宮製造所、東洋彩色富士製造所等工場。另外也有富士市立天間小學、富士市天間公民館和富士根郵局。

## 相鄰車站
東海旅客鐵道（JR東海）
 身延線
入山瀨（CC03）－富士根（CC04）－源道寺（CC05）

## 注腳
1. ↑  『静岡県鉄道興亡史』
2. 1 2 3 4 5  『停車場変遷大事典 国鉄・JR編 2』 JTB、1998年
3. ↑  曾根悟（日语：曽根悟）（監修）. 朝日新聞出版分冊百科編集部（編集） , 编. . 週刊 歴史でめぐる鉄道全路線 国鉄・JR (朝日新聞出版). 2009-07-26, (3): 22 （日语）.
4. 1 2  『停車場変遷大事典 国鉄・JR編 1』 JTB、1998年
5. ↑   (PDF) (新闻稿). 東海旅客鉄道. 2009-12-21  [2020-12-19]. （原始内容存档 (PDF)于2020-12-19） （日语）.
6. ↑  東海旅客鉄道編 『東海旅客鉄道20年史』 東海旅客鉄道、2007年
7. ↑  『トワイライトゾーンMANUAL 12』 Neko出版，2003年
8. 1 2  用車站時間表的方向資訊。詳情參見JR東海官方網站的各站時間表 （页面存档备份，存于）（截至2015年1月）。
9. ↑  「靜岡縣統計年鑑」
10. ↑  「富士市統計書」